# Serui

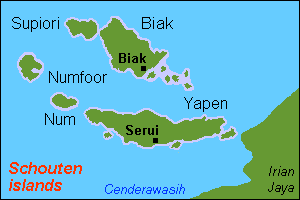
Seruis läge

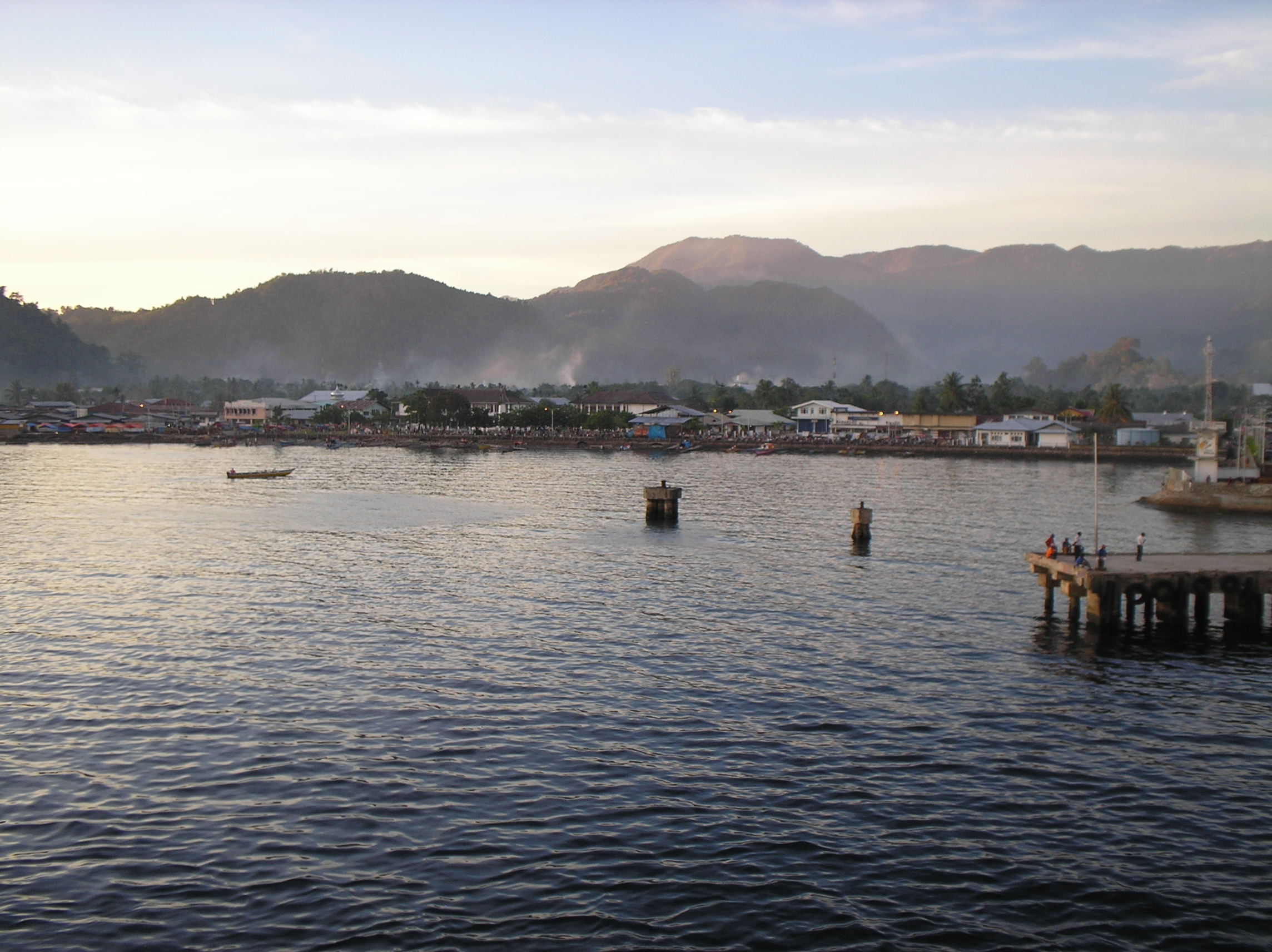
Serui

Serui, även Seroei (indonesiska Kota Serui) är huvudort på ön Yapen bland Schoutenöarna i Irian Jaya Barat-provinsen i Indonesien.

## Staden
Serui är belägen på Yapenöns södra del och har ca 25.000 invånare. De geografiska koordinaterna är 01°25′ S och 136°00′ Ö.
Staden är uppbyggd kring hamnen och har några förvaltningsbyggnader, ett Postkontor och flera skol- och undervisningsbyggnader som tillhör den holländska Reformerta kyrkan. Förvaltningsmässigt är Serui huvudort i "kabupaten" (distrikt) Yapen.
Vid stadens utkant finns flygplatsen Serui Airport (flygplatskod "ZRI") för lokalt flyg.

## Historia
Yapenön upptäcktes 1616 tillsammans med Biak av nederländske  Willem Schouten och Jacob Le Maire under deras expedition i Stilla havet.
Området hamnade senare under Nederländerna och Vereenigde Oostindische Compagnie (Holländska Ostindiska Kompaniet).
Under andra världskriget ockuperades ön av Japan för att sedan återgå till Holländsk överhöghet fram till Indonesiens självständighet 1949.